# Wharf Two
貳號碼頭（Wharf Two）為香港三人音樂組合，2017成為TVB旗下Big Big Channel 音樂達人，成員分別Rachel ，Seito 及Ed廖舒衡（負責卡祖笛及搖鈴）。其中成員Ed廖舒衡於2020年獨立發展，與Delta T推出個人作品實時慰飼。

## 經歷
原身為於尖沙咀2號碼頭進行街头表演（Busking）開始，後慢慢被嘗識，到各場地表演。
2016年獲邀到勁歌金曲第二季季選作開場嘉賓，後成為為TVB旗下Big Big Channel 音樂達人
原創歌曲包括《別難為好嗎》《消失地圖》《就這樣不退場》
主持 Big Big Channel《朋友貳號》，曾訪問嘉賓伍文生，蔣怡，楊潮凱，胡子彤
擔任「屯門區學界籃球比賽賽馬會盃」2017及2018 活動大使。
與黃劍文一同擔任「救世軍黑夜定向2018」 黑夜定向活動大使。
2018年10月推出首張同名EP《貳號碼頭》,收錄5首歌曲《今天點解要落雨》。

## 外部連結
- WharfTwo 貳號碼頭的 Big Big Channel 個人主頁
- Wharf Two 貳號碼頭 Facebook Page （页面存档备份，存于）

## 音樂作品
| 年份 | 專輯名稱                        | 曲目                                     |
| ---- | ------------------------------- | ---------------------------------------- |
| 2016 | 消失地圖                        | 1. 消失地圖 （页面存档备份，存于）       |
| 2017 | 就這樣 不退場                   | 1. 就這樣 不退場 （页面存档备份，存于）  |
| 2017 | 別難為好嗎                      | 1. 別難為好嗎 （页面存档备份，存于）     |
| 2018 | 今天點解要落雨                  | 1. 今天點解要落雨 （页面存档备份，存于） |
| 2021 | 港新城電台Ting Music 節目Jingle | 1. 嗰首歌 （页面存档备份，存于）         |